# Francesco Camarda
Francesco Camarda (* 10. březen 2008, Milán, Itálie) je italský fotbalový útočník hrající za Milán.
Je nejmladším fotbalistou co odehrál ligový zápas v Serii A ve věku 15 let, 8 měsíců a 15 dnů. Také překonal klubový rekord Milán.

## Kariéra
Již od svých 13 let, měl na kontě přes 500 gólů za necelých 90 zápasů. Tenhle hráč, jenž je považován za generační talent italského fotbalu, se dne 23. listopadu 2023 proti Fiorentině (1:0) stal nejmladším debutantem Milána, tak i celé historii italské ligy. Když nastoupil v 83. minutě měl 15 let, 8 měsíců a 15 dnů.

## Statistiky
| Sezóna          | Klub            | Liga            | Liga   | Liga | Domácí poháry | Domácí poháry | Domácí poháry | Kontinentální poháry | Kontinentální poháry | Kontinentální poháry | Celkem | Celkem |
| Sezóna          | Klub            | Soutěž          | Zápasy | Góly | Soutěž        | Zápasy        | Góly          | Soutěž               | Zápasy               | Góly                 | Zápasy | Góly   |
| --------------- | --------------- | --------------- | ------ | ---- | ------------- | ------------- | ------------- | -------------------- | -------------------- | -------------------- | ------ | ------ |
| 2023/24         | Milán           | Serie A         | 2      | 0    | IP            | 0             | 0             | LM                   | 0                    | 0                    | 2      | 0      |
| 2024/25         | Milán           | Serie A         | 10     | 0    | IP+IS         | 0+0           | 0             | LM                   | 4                    | 0                    | 14     | 0      |
| Celkem za Milán | Celkem za Milán | Celkem za Milán | 12     | 0    | -             | 0             | 0             | -                    | 4                    | 0                    | 16     | 0      |
| 2024/25         | Milán Futuro    | Serie C         | 18     | 5    | -             | 0             | 0             | -                    | 0                    | 0                    | 18     | 5      |
| Celkově         | Celkově         | Celkově         | 30     | 5    | -             | 0             | 0             | -                    | 4                    | 0                    | 34     | 5      |

## Úspěchy
- vítěz italského superpoháru (1x)

Milán: 2024